# قانون النمسا

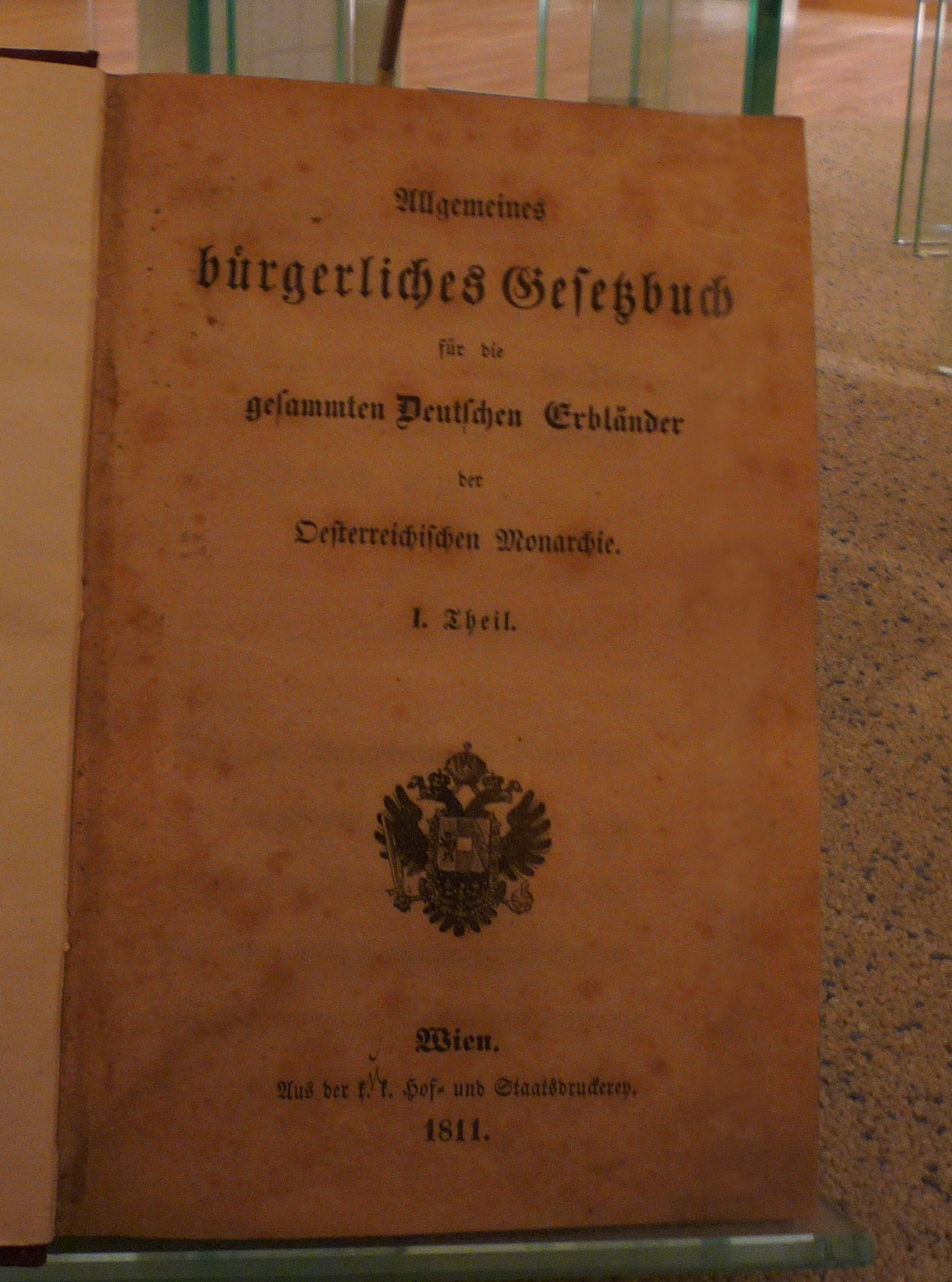
عنوان القانون المدني النمساوي العام لعام 1811، معروض في متحف التاريخ العسكري بفيينا

النمسا في عام 2008 كان لديها 141 محكمة محلية (Bezirksgerichte) ذات اختصاص مدني وجنائي. كانت هناك أيضاً 20 محكمة إقليمية (Landesgerichte) ذات اختصاص مدني وجنائي وأربع محاكم إقليمية أعلى (Oberlandesgerichte) ذات اختصاص جنائي، وتقع في فيينا وغراتس وإنسبروك ولينز. تعمل المحكمة العليا (Oberster Gerichtshof) في فيينا كمحكمة استئناف نهائية للقضايا الجنائية والمدنية. تتمتع المحكمة الدستورية (Verfassungsgerichtshof) بولاية قضائية عليا على قضايا الحقوق الدستورية والمدنية. تضمن المحكمة الإدارية (Verwaltungsgerichtshof) الأداء القانوني للإدارة العامة. هيئة تدقيق مركزية تسيطر على الإدارة المالية. يتم تعيين القضاة من قبل الحكومة الفيدرالية ولا يمكن عزلهم أو نقلهم. أعيد تقديم المحاكمة من قبل هيئة محلفين في عام 1951. لا توجد عقوبة الإعدام.

## النظام القضائي
القضاء مستقل عن الفروع الأخرى. يتم تعيين القضاة مدى الحياة ولا يمكن عزلهم إلا لأسباب محددة ينص عليها القانون وفقط بعد اتخاذ إجراء رسمي من المحكمة.
قبل منتصف التسعينيات ، سمح القانون باحتجاز المشتبه بهم لمدة 48 ساعة دون مراجعة قضائية وما يصل إلى عامين من الاحتجاز أثناء التحقيق الجنائي. تتطلب التعديلات التي أُدخلت على القانون في عام 1994 مراجعة قضائية أكثر صرامة للاحتجاز السابق للمحاكمة والاحتجاز على أساس التحقيق. يُمنح المتهمون الجنائيون قرينة البراءة والمحاكمات العامة والمحاكمة أمام هيئة محلفين للجرائم الكبرى، فضلاً عن عدد من الحقوق الإجرائية الأخرى. سن الشرب هو 16 وما فوق إذا تم الإشراف عليها.

## السجن مدى الحياة
يمكن منح الإفراج المشروط لبعض السجناء في النمسا بعد 15 عاماً من السجن، إذا اقتنع مسؤولو السجن بأن النزيل لن يعاود الإساءة . يخضع هذا لتقدير هيئة المحكمة الجنائية، ويمكن استئنافه أمام المحكمة العليا. وبدلاً من ذلك، يجوز لرئيس الجمهورية منح العفو بناءً على اقتراح وزير العدل. إذا رفض رئيس الجمهورية التماس العفو أو العفو، يُحكم على الجاني بالسجن مدى الحياة، وبالتالي سيقضي بقية حياته الطبيعية في السجن. لا يمكن الحكم على النزلاء الذين ارتكبوا جريمتهم وهم دون سن 21 بالسجن مدى الحياة. وبدلاً من ذلك، لا يمكن الحكم على الجناة الأحداث إلا بالسجن لمدة أقصاها 20 عاماً.

## روابط خارجية
- كتب عن النظام القانوني النمساوي (بالألمانية)